# شون رودريغيز
شون رودريغيز (بالإنجليزية: Sean Rodriguez) هو لاعب كرة قاعدة أمريكي، ولد في 26 أبريل 1985 في ميامي في الولايات المتحدة.

## وصلات خارجية
- شون رودريغيز على موقع دوري كرة القاعدة الرئيسي (الإنجليزية)
- شون رودريغيز على موقعبيزبول رفرنس.كوم (الدوري الرئيسي) (الإنجليزية)
- شون رودريغيز على موقعبيزبول رفرنس.كوم (الدوري الثانوي) (الإنجليزية)
- شون رودريغيز على موقع إي إس بي إن.كوم (أم.أل.بي) (الإنجليزية)
- شون رودريغيز على موقع مشجعي الرسوم البيانية (الإنجليزية)